# Sainte-Geneviève, Seine-Maritime

Sainte-Geneviève este o comună în departamentul Seine-Maritime, Franța. În 1 ianuarie 2022 avea o populație de 260 de locuitori.